# Girardia dorotocephala
Girardia dorotocephala là một loài dugesiid có nguồn gốc từ Châu Mỹ. Nó đã được vô tình được giới thiệu vào Nhật Bản.